# Isuf Curri
Isuf Curri (ur. 1963) – albański lekkoatleta, średniodystansowiec i długodystansowiec.

## Rekordy życiowe
- bieg na 1500 metrów – 3:49,7 (1990)[1] rekord Albanii[2][3]
- bieg na 5000 metrów – 14:12,6 (1990)[1] rekord Albanii[4][5]
- bieg na 10 000 metrów – 29:41,5 (1989)[1] rekord Albanii[6][7]